# 小牛田町
小牛田町（こごたちょう）は、宮城県の北部遠田郡に位置していた町である。町を南北に縦断する東北本線から、陸羽東線、石巻線が分岐し、鉄道の町として栄えてきた。2006年1月1日に、南郷町と合併し、美里町となった。古川市への通勤率は18.1%、仙台市への通勤率は10.7%（いずれも平成17年国勢調査）。

## 地理
宮城県北部に位置する町である。町域はほぼ平坦であり、約60%を田畑（主に水田）が占める。町の北部を江合川が、町の南部を鳴瀬川が流れている。
- 河川：鳴瀬川、江合川、出来川

### 隣接していた自治体（大崎地域）
- 古川市
- 遠田郡
  - 田尻町、涌谷町、南郷町
- 志田郡
  - 松山町

## 歴史
北浦字山前に縄文時代早期～中期と、古墳時代～平安時代の集落跡が複合している山前遺跡があり、古くは縄文時代から集落があったことが判明している。

### 沿革
- 明治22年（1889年）4月1日 - 町村制施行にともない、南小牛田村と牛飼村が合併して小牛田村が発足。
- 明治23年（1890年）4月16日 - 小牛田駅開業。
- 明治40年（1907年）4月1日 - 町制施行し、（旧）小牛田町となる。
- 明治43年（1910年） 遠田郡立養蚕伝習所が宮城県立小牛田農林学校と改称。
- 大正2年（1913年）4月 陸羽東線開業。
- 昭和29年（1954年）4月1日 - （旧）小牛田町、不動堂町・北浦村・中埣村と合併し、新制の小牛田町が発足。
- 昭和29年（1954年）8月1日 - 志田郡敷玉村のうち旧・青生村域（5.38平方km、1,789人）を編入（その他の区域は古川市へ）。
- 平成13年（2001年）8月29日 一般国道108号小牛田バイパス（延長4.3km）が、全線開通。
- 平成18年（2006年）1月1日 - 南郷町と合併し、美里町となる。

## 行政
- 歴代村長

| 代 | 氏名       | 就任                       | 退任                       | 備考 |
| -- | ---------- | -------------------------- | -------------------------- | ---- |
| 1  | 森亮三郎   | 明治22年（1889年）4月23日  | 明治26年（1893年）4月22日  |      |
| 2  | 菅原茂     | 明治26年（1893年）4月24日  | 明治30年（1897年）4月23日  |      |
| 3  | 斎藤源之助 | 明治30年（1897年）4月24日  | 明治30年（1897年）10月30日 |      |
| 4  | 小野寺敬雄 | 明治30年（1897年）11月26日 | 明治32年（1899年）5月3日   |      |
| 5  | 瀬川広志   | 明治32年（1899年）5月12日  | 明治33年（1900年）9月3日   |      |
| 6  | 木村禎之介 | 明治33年（1900年）10月1日  | 明治34年（1901年）7月27日  |      |
| 7  | 男沢成美   | 明治35年（1902年）9月23日  | 明治39年（1906年）2月20日  |      |
| 8  | 木村禎之介 | 明治39年（1906年）5月21日  | 明治40年（1907年）3月31日  |      |

- 歴代町長

昭和の合併以前
| 代 | 氏名       | 就任                       | 退任                       | 備考         |
| -- | ---------- | -------------------------- | -------------------------- | ------------ |
| 1  | 木村禎之介 | 明治40年（1907年）4月1日   | 大正2年（1913年）3月24日   | 村長より留任 |
| 2  | 伏見新之助 | 大正2年（1913年）6月24日   | 大正9年（1920年）1月12日   |              |
| 3  | 本間孝太郎 | 大正9年（1920年）2月3日    | 昭和3年（1928年）2月2日    |              |
| 4  | 木村宰亮   | 昭和3年（1928年）2月28日   | 昭和8年（1933年）11月29日  |              |
| 5  | 今野貞松   | 昭和8年（1933年）11月30日  | 昭和16年（1941年）11月7日  |              |
| 6  | 鎌田謙吉   | 昭和16年（1941年）12月2日  | 昭和18年（1943年）12月3日  |              |
| 7  | 三田村暹孝 | 昭和18年（1943年）12月29日 | 昭和21年（1946年）8月14日  |              |
| 8  | 沼津秀男   | 昭和21年（1946年）8月15日  | 昭和22年（1947年）10月26日 |              |
| 9  | 今野慶太郎 | 昭和23年（1948年）12月20日 | 昭和29年（1954年）3月31日  |              |

昭和の合併以後
初代 - 今野慶太郎

## 姉妹都市・提携都市

### 海外
- ウイノナ市（アメリカ合衆国ミネソタ州）

## 教育
高校
宮城県小牛田農林高等学校
中学校
小牛田町立小牛田中学校
小牛田町立不動堂中学校
小学校
小牛田町立青生小学校
小牛田町立北浦小学校
小牛田町立小牛田小学校
小牛田町立中埣小学校
小牛田町立不動堂小学校
養護学校
宮城県小牛田高等養護学校

## 交通

### 鉄道路線
- 東日本旅客鉄道
  - 東北本線：小牛田駅
  - 陸羽東線：小牛田駅 - 北浦駅 - 陸前谷地駅
  - 石巻線：小牛田駅

### 道路
- 一般国道
  - 国道108号
- 都道府県道
  - 宮城県道19号鹿島台高清水線
  - 宮城県道146号小牛田松島線
  - 宮城県道152号涌谷三本木線
  - 宮城県道154号北浦停車場線
  - 宮城県道212号小牛田停車場線

## 名所・旧跡・観光スポット・祭事・催事

### 名所
- 山神社
- 山前遺跡
- 神寺不動尊松景院

### 祭り
- こごたどんと祭（1月14日）
- 山神社春の例大祭（4月26日・27日）
- こごた桜まつり
- おんべこ郷夏まつり
- おんべこ産業まつり
- 山神社秋の例大祭（11月18日・19日）

## 出身有名人
- 鈴木大吉 - 日本団体生命保険副社長
- 小牛田山金太郎 - 元力士
- 袖井林二郎 - 国際政治学者・評論家
- 千葉亀雄 - ジャーナリスト・文芸評論家
- ツルシカズヒコ - 編集者・ライター
- 三塚博 - 衆議院議員